# Bacteriófago φCb5
Bacteriófago φCb5 es un bacteriófago que infecta a la bacteria Caulobacter y otras caulobacterias. El bacteriófago fue descubierto en 1970, pertenece al género Cebevirus de la familia Steitzviridae y es la especie tipo de la familia. El bacteriófago esta distribuido ampliamente en el suelo, lagos de agua dulce, corrientes y agua de mar, lugares donde habitan las caulobacterias y puede tener sensibilidad a la salinidad. Contiene un genoma de ARN monocatenario positivo y por lo tanto se incluye en el Grupo V de la Clasificación de Baltimore.

## Virología
La cápside tiene geometrías icosaédricas, y simetría T = 3. No posee envoltura vírica. El diámetro es de alrededor de 23 nm. Los genomas son lineales, de ARN monocatenario positivo y con alrededor de 3,4 kb de longitud. La segmentación del genoma es monopartita y tiene 2 o 3 ORF. La replicación viral se produce en el citoplasma y la entrada en la célula procariota se realiza por penetración en el pilus. Las rutas de transmisión son por contacto.
El bacteriófago es similar a los bacteriófagos de ARN de Escherichia en que está compuesto por una sola molécula de ARN monocatenario positivo y una cubierta proteica con dos proteínas estructurales y aparentemente contiene la capacidad genética para codificar una subunidad de la proteína de la cubierta, una proteína similar a la maduración y una ARN replicasa similar. El bacteriófago φCb5 se diferencia de los bacteriófagos de ARN de Escherichia en la especificidad del hospedador, la sensibilidad a la sal y la presencia de histidina, pero no de metionina, en la proteína de la cubierta. En cuanto a los bacteriófagos relacionados, los ORF codifican las proteínas de maduración, recubrimiento, ARN replicasa y lisis, pero a diferencia de otros miembros de Leviviricetes, el gen de la proteína de lisis de φCb5 se superpone completamente con la ARN replicasa en un marco de lectura diferente. La proteína de lisis de φCb5 es aproximadamente dos veces más larga que la del bacteriófago MS2 relacionado lejanamente y presumiblemente contiene dos hélices transmembrana.